# 斉藤賢爾
斉藤 賢爾（さいとう けんじ、男性、1964年10月18日 - ）は、早稲田大学大学院経営管理研究科教授、そのほか一般社団法人ビヨンドブロックチェーン代表理事、一般社団法人アカデミーキャンプ代表理事など。
著書に「2019年"お金"消滅」（中公新書ラクレ）、「これでわかったビットコイン」（太郎次郎社エディタス）、「インターネットで変わる"お金"」（幻冬舎ルネッサンス新書）など。